# Krasni Les
Krasni Les (del ruso: Красный Лес) es un posiólok del raión de Krasnoarméiskaya del krai de Krasnodar, en Rusia. Está situado en las tierras bajas de Kubán-Azov, al inicio del delta del Kubán (al oeste del distributario Anguélinski) y enclavado en el Bosque Rojo del Kubán, 25 km al sudeste de Poltávskaya y 50 km al noroeste de Krasnodar. Tenía 184 habitantes en 2010
Pertenece al municipio Oktiábrskoye.